# إستر هيرنانديز
إستر هيرنانديز (بالإنجليزية: Ester Hernandez)‏ هي فنانة أمريكية، ولدت في 1944 في دينوبا في الولايات المتحدة.